# Andrés Ravera
Andrés Ravera – piłkarz urugwajski, pomocnik.
Jako piłkarz klubu CA Peñarol wziął udział w turnieju Copa América 1920, gdzie Urugwaj zdobył mistrzostwo Ameryki Południowej. Rivera zagrał we wszystkich trzech meczach - z Argentyną, Brazylią i Chile.
Od 25 lipca 1920 do 26 września 1920 Ravera rozegrał w reprezentacji Urugwaju 6 meczów.